# Outlook.com
Outlook.com (dawniej Hotmail) – aplikacja internetowa firmy Microsoft, służąca do zarządzania informacjami osobistymi. Składa się z usług poczty elektronicznej (darmowe konta), kalendarza, kontaktów i zadań.
Hotmail został założony przez Jacka Smitha i Sabeera Bhatię w 1995 roku, a oficjalne otwarcie serwisu miało miejsce w Dzień Niepodległości – 4 lipca 1996. Miało to symbolizować "niepodległość" od kont pocztowych u dostawców internetowych.
Jack Smith wpadł na pomysł dostępu do poczty elektronicznej z dowolnego komputera w dowolnym miejscu na świecie w związku z tym, że firmowe firewalle często blokowały dostęp do zwykłych kont pocztowych. Sabeer Bhatia przedstawił projekt takiej usługi i została ona nazwana Hotmail, ze względu na to, że zawierała litery, które są obecne w akronimie HTML. Początkowo serwis posługiwał się nazwą HoTMaiL, dla podkreślenia związku ze stronami HTML, przez które można było czytać pocztę elektroniczną.
Do grudnia 1997 roku Hotmail miał ponad 8,5 mln użytkowników i został sprzedany firmie Microsoft za 400 mln dolarów.
Do lutego 1999 roku Hotmail zanotował 30 mln aktywnych użytkowników. Hotmail działa w wielu krajach i ma 17 wersji językowych. Według danych firmy comScore Media Metrix z lipca 2005 Hotmail należał do wiodących światowych aplikacji udostępniających pocztę przez webmail (35,5% rynku).
W roku 2013 nazwę zmieniono na Outlook.com.